# Liste de jeux Xbox compatibles avec la Xbox 360
Cette liste répertorie les jeux Xbox compatibles avec la Xbox 360

## 0-9
- 007: NightFire
- 2006 Fifa World Cup Germany
- 25 to Life
- 4x4 EVO 2

## A
- Airforce Delta Storm
- Aggressive Inline
- Alias
- Aliens vs. Predator: Extinction
- All-Star Baseball 2003
- All-Star Baseball 2005
- Amped: Freestyle Snowboarding
- Amped 2
- APEX
- Aquaman: Battle for Atlantis
- Arena Football
- Armed and Dangerous (bug audio lors des cinématiques)
- Army Men: Sarge's War
- Atari Anthology
- ATV Quad Power Racing 2
- Auto Modellista
- Avatar : le Dernier Maître de l'air

## B
- Bad Boys: Miami Takedown
- Baldur's Gate: Dark Alliance
- Baldur's Gate: Dark Alliance 2
- Barbarian
- Barbie Horse Adventure
- Bass Pro Shops Trophy Hunter 2007
- Batman Begins
- Batman: Rise of Sin Tzu
- Battle Engine Aquila
- Battlestar Galactica
- Big Mutha Truckers
- Bionicle
- Black
- Blade II
- Blinx: The Time Sweeper
- Blinx 2: Masters of Time and Space
- Blitz: The League
- Blood Omen 2
- BloodRayne 2
- BlowOut
- BMX XXX
- Breakdown
- Brute Force
- Buffy the Vampire Slayer
- Buffy the Vampire Slayer: Chaos Bleeds
- Burnout
- Burnout 2
- Burnout 3: Takedown

## C
- Cabela's Big Game Hunter 2005 Adventures
- Cabela's Dangerous Hunts
- Cabela's Dangerous Hunts 2
- Cabela's Deer Hunt 2004 Season
- Cabela's Deer Hunt 2005 Season
- Cabela's Outdoor Adventures 06
- Call of Cthulhu: Dark Corners of the Earth
- Call of Duty: Finest Hour
- Call of Duty 2: Big Red One
- Call of Duty 3
- Cars
- Casino
- Catwoman
- Championship Manager 2006
- Chicago Enforcer
- Circus Maximus
- Close Combat: First to Fight
- Colin McRae Rally 4
- Colin McRae Rally 2005
- Combat Elite WWII Paratroopers
- Commandos 2: Men of Courage
- Conflict: Desert Storm
- Conker: Live and Reloaded (freeze, retour interface)
- Constantine
- Counter-Strike
- Crash Bandicoot : La Vengeance de Cortex
- Crash Nitro Kart
- Crash Twinsanity
- Crime Life Gang Wars
- Crimson Skies: High Road to Revenge
- Crouching Tiger, Hidden Dragon

## D
- Dai Senryaku VII: Modern Military Tactics
- Dark Angel
- Dark Project
- Dark Project: Deadly Shadows
- Darkwatch
- Dave Mirra Freestyle BMX 2
- The Da Vinci Code
- Dead or Alive 3
- Dead or Alive Ultimate
- Dead to Rights
- Demon Stone
- Deathrow
- Destroy All Humans!
- Digimon Rumble Arena 2
- Dinotopia
- Doom 3
- Drake of the 99 Dragons
- Dreamfall: The Longest Journey
- Drive to Survive
- Dungeons and Dragons: Heroes
- Dynasty Warriors 4

## Dino crazy 3
- EA SPORTS Fight Night Round 3
- Egg Mania: Eggstreme Madness
- ESPN College Hoops
- ESPN College Hoops 2K5
- ESPN Major League Baseball
- ESPN MLS Extra Time 2002
- ESPN NFL 2K5
- ESPN NHL 2K5
- Euro 2004
- Evil Dead: A Fistful of Boomstick
- Evil Dead: Regeneration
- Ex-Chaser

## F
- F1 Championship Season 2001
- Fable
- Fable: The Lost Chapters
- Fairly Odd Parents: Breakin' da Rules
- Family Guy Video Game!
- Far Cry Instincts
- FIFA 2003
- FIFA 2004
- FIFA 06
- FIFA 07
- FIFA Street
- FIFA Street 2
- Fight Night 2004
- Final Fight Streetwise
- FlatOut
- Ford Mustang Racing
- Ford vs. Chevy
- Forza Motorsport
- Freaky Flyers
- Frogger Beyond
- Full Spectrum Warrior
- Full Spectrum Warrior: Ten Hammers
- Futurama
- Future Tactics: The Uprising
- Fuzion Frenzy

## G
- Gauntlet: Seven Sorrows
- Genma Onimusha
- Goblin Commander: Unleash the Horde
- Godzilla: Destroy All Monsters Melee
- Godzilla: Save the Earth
- GoldenEye : Au service du Mal
- Grabbed by the Ghoulies
- Grand Theft Auto III
- Grand Theft Auto: Vice City
- Grand Theft Auto: San Andreas
- Grande Évasion, La
- Gravity Games Bike: Street Vert Dirt
- Greg Hastings Tournament Paintball Max'd
- Grooverider: Slot Car Thunder
- Guilty Gear Isuka
- The Guy Game

## H
- Half-Life 2
- Halo
- Halo 2
- Halo 2 Multiplayer Map Pack
- Harry Potter à l'école des sorciers
- Harry Potter et la Chambre des secrets
- Harry Potter et le Prisonnier d'Azkaban
- Harry Potter et la Coupe de feu
- He-Man: Defender of Grayskull
- High Heat Major League Baseball 2004
- Hitman: Contracts
- Hot Wheels: Stunt Track Challenge
- The Hulk
- Hunter: The Reckoning (Usa)

## I
- I-Ninja
- IHRA Drag Racing Sportsman Edition
- IHRA Professional Drag Racing 2005
- Incredible Hulk, The
- Incredible Hulk, The: Ultimate Destruction
- Indestructibles, Les
- Les Indestructibles : La Terrible Attaque du Démolisseur
- Indiana Jones et le Tombeau de l'empereur
- Indigo Prophecy
- IndyCar Series 2005
- Intellivision Lives!

## J
- Jade Empire
- Jet Set Radio Future
- Judge Dredd: Dredd vs. Death
- Jurassic Park: Operation Genesis
- Justice League Heroes

## K
- Kabuki Warriors
- Kelly Slater's Pro Surfer
- kill.switch
- The King of Fighters 2002
- The King of Fighters Neowave (xbox Usa compatible xbox 360 Euro !)
- Kingdom Under Fire: The Crusaders

## L
- The Legend of Spyro: A New Beginning
- Leisure Suit Larry: Magna Cum Laude
- Lego Star Wars
- Lego Star Wars II: La Trilogie originale
- Lemony Snicket A Series of Unfortunate Events
- Links 2004
- Loons: The Fight for Fame
- Le Retour du roi
- Le Seigneur des anneaux : Le Tiers-Âge

## M
- Mad Dash Racing
- Magatama
- Magic: The Gathering — Battleground
- Manhunt
- Marvel Nemesis : L'Avènement des imparfaits
- Marvel vs Capcom 2
- Mashed: Fully Loaded
- Mat Hoffman's Pro BMX 2
- Max Payne
- Max Payne 2: The Fall of Max Payne
- Maximum Chase
- Medal of Honor: Rising Sun
- Medal of Honor: Frontline
- Medal of Honor : Les Faucons de guerre
- Mega Man Anniversary Collection
- Mercenaries
- Metal Arms: Glitch in the System
- MicroMachines
- Mike Tyson Heavyweight Boxing
- Minority Report
- MLB SlugFest 2003
- MLB SlugFest 2004
- MLB SlugFest: Loaded
- Le Monde de Narnia : Le Lion, la Sorcière blanche et l'Armoire magique
- Monster Garage
- Mortal Kombat: Armageddon
- Mortal Kombat: Deception
- Moto GP
- MotoGP 2
- MTV Music Generator 3
- MTX: Mototrax
- Murakumo: Renegade Mech Pursuit
- MVP Baseball 2003
- MVP Baseball 2004
- MX Unleashed
- MX vs. ATV Unleashed
- MX World Tour: Featuring Jamie Little
- Myst III: Exile

## N
- Namco Museum
- Namco Museum 50th Anniversary Arcade Collection
- NASCAR Thunder 2002
- NASCAR Thunder 2003
- NASCAR 2006: Total Team Control
- NBA Ballers
- NBA Inside Drive 2002
- NBA 2K3
- NBA Live 2002
- NBA Live 2003
- NBA Live 2004
- NBA Street V3
- NCAA College Basketball 2K3
- NCAA March Madness 06
- NCAA March Madness 2005
- NCAA Football 06
- Need For Speed: Underground 2
- NFL 2K2
- NFL 2K3
- NFL Blitz 2002
- NFL Blitz 2003
- NFL Blitz 2004
- NFL Fever 2004
- NHL 2004
- NHL 2005
- NHL 2K3
- NHL Hitz 2003
- NHL Hitz Pro
- NightCaster
- Ninja Gaiden
- Ninja Gaiden Black
- NTRA Breeders' Cup World Thoroughbred Championships

## O
- Oddworld : L'Odyssée de Munch (audio buggé)
- Open Season
- Outlaw Golf 2
- Outlaw Golf: 9 More Holes of X-mas
- Outlaw Tennis
- Outlaw Volleyball
- Outlaw Volleyball: Red Hot
- OutRun 2
- OutRun 2006 Coast to Coast
- Over the Hedge

## P
- Pac-Man World 3
- Panzer Dragoon Orta
- Pariah
- Phantom Crash
- Phantom Dust
- Pinball Hall of Fame
- Pitfall: The Lost Expedition
- Playboy: The Mansion
- Predator: Concrete Jungle
- Prince of Persia : Les Sables du temps
- Pro Evolution Soccer 5
- Pro Race Driver
- Project Gotham Racing
- Project Gotham Racing 2
- Project Zero II: Crimson Butterfly Director's Cut
- Psychonauts
- Pump It Up: Exceed
- Punisher, The
- Pure Rinball
- Puyo Puyo Fever
- Pac-Man World 2

## Q
- Quantum Redshift

## R
- Racing Evoluzione
- Rallisport Challenge
- Rainbow Six Lockdown
- Rapala Pro Fishing
- Rayman Arena
- Raze's Hell
- RedCard 2003
- Red Dead Revolver
- Red Faction II
- Reservoir Dogs
- Return to Castle Wolfenstein
- Richard Burns Rally
- RLH
- RoadKill
- Robin Hood: Defender of the Crown
- Robotech: Battlecry
- Rocky
- Rocky Legends
- Rogue Ops
- Rogue Trooper
- Rugby 06
- Rugby 2006
- Rugby League 2

## S
- Samurai Jack
- Samurai Warriors
- Scarface
- Scooby Doo: Night of 100 Frights
- Scrapland
- SeaWorld: Shamu's Deep Sea Adventures
- Sega GT 2002
- Sega GT Online
- Serious Sam
- Shadow the Hedgehog
- Shadow Ops: Red Mercury
- Shamu's Deep Sea Adventures
- Shark Tale
- Shattered Union
- Shellshock: Nam '67
- Shenmue 2
- Shincho Mahjong
- Shrek Super Party!
- Sid Meier's Pirates!
- Silent Hill 2: Restless Dreams
- Silent Hill 4: The Room
- Simpsons, The: Hit & Run
- Simpsons, The: Road Rage
- Sims 2
- Smashing Drive
- Sneakers
- Sniper Elite: Berlin 1945
- Soccer Slam
- Sonic Heroes
- Sonic Mega Collection Plus
- Sonic Riders
- Soul Calibur 2
- Spawn: Armageddon
- Speed Kings
- Sphinx et la Malédiction de la momie
- Spider-Man
- Spider-Man 2
- Splat Magazine Renegade Paintball
- SpongeBob SquarePants: Battle for Bikini Bottom
- Sponge Bob Square Pants: Lights, Camera, Pants!
- The SpongeBob Square Pants Movie
- Spy Hunter 2
- SpyHunter: Nowhere to Run
- Spyro: A Hero's Tail
- SSX 3
- Stake
- Starsky et Hutch
- Star Wars: Battlefront
- Star Wars: Battlefront II
- Star Wars: The Clone Wars
- Star Wars, épisode III : La Revanche des Sith
- Star Wars Jedi Knight: Jedi Academy
- Star Wars: Jedi Starfighter Special Edition
- Star Wars: Knights of the Old Republic
- Star Wars: Knights of the Old Republic II: The Sith Lords
- Star Wars: Republic Commando
- State of Emergency
- Street Fighter Anniversary Collection
- Street Racing Syndicate
- Stubbs the Zombie: Rebel Without a Pulse
- The Suffering
- Super Bubble Pop
- Super Monkey Ball DX
- SX Superstar
- Syberia II

## T
- Taz Wanted
- Tecmo Classic Arcade
- Teenage Mutant Ninja Turtles
- Terminator : Un autre futur
- Terminator 3 : Le Soulèvement des Machines
- Test Drive
- Test Drive: Eve of Destruction
- Tetris Worlds
- The Elder Scrolls III: Morrowind
- The House of the Dead III
- Thing, The
- Thousand Land
- Thrillville
- Tiger Woods PGA Tour 07
- TMNT: Mutant Melee
- Tom and Jerry: War of the Whiskers
- Tom Clancy's Ghost Recon
- Tom Clancy's Ghost Recon 2
- Tom Clancy's Ghost Recon: Island Thunder
- Tom Clancy's Ghost Recon 2: Summit Strike
- Tom Clancy's Rainbow Six 3: Black Arrow
- Tom Clancy's Rainbow Six 3: Raven Shield
- Tom Clancy's Splinter Cell
- Tom Clancy's Splinter Cell: Chaos Theory
- Tom Clancy's Splinter Cell: Pandora Tomorrow
- Tom Clancy's Splinter Cell: Double Agent
- Tony Hawk's American Wasteland
- Tony Hawk's Pro Skater 2X
- Tony Hawk's Pro Skater 3
- Tony Hawk's Pro Skater 4
- Tony Hawk's Underground
- Tony Hawk's Underground 2
- Torino 2006
- Tork: Prehistoric Punk
- Toxic Grind
- Transworld Surf
- Trigger Man
- Trivial Pursuit: Unhinged
- True Crime: Streets of LA
- Turok: Evolution
- Ty, le tigre de Tasmanie
- Ty, le tigre de Tasmanie 2 : Opération Sauvetage
- Ty, le tigre de Tasmanie 3 : Nuit du Quinkan

## U
- Ultimate Spider-Man
- Ultra Bust-A-Move
- Unreal Championship 2: The Liandri Conflict
- Urban Freestyle Soccer
- Les Urbz : Les Sims in the City

## V
- Van Helsing
- Vexx
- Vietcong: Purple Haze
- Volvo: Drive for Life

## W
- Wakeboarding Unleashed: Featuring Sean Murray New
- Warpath (Usa)
- Whacked!
- WinBack 2: Project Poseidon
- Without Warning
- World Soccer Winning Eleven 8 International
- World Soccer Winning Eleven 9
- World Series Baseball 2K3
- Worms 3D
- Worms 4: Mayhem
- Worms Forts: Under Siege
- Wrath Unleashed
- WWF Raw
- WWE Raw 2

## X
- X-Men 2 : La Vengeance de Wolverine
- Xiaolin Showdown
- XIII

## Y
- Yourself!Fitness
- Yu-Gi-Oh! L'Aube de la destinée

## Z
- Zapper
- Zathura

- Haut – A
- B
- C
- D
- E
- F
- G
- H
- I
- J
- K
- L
- M
- N
- O
- P
- Q
- R
- S
- T
- U
- V
- W
- X
- Y
- Z